# هاینریش لویی داره
هاینریش لویی داره (آلمانی: Heinrich Louis d'Arrest؛ ۱۳ اوت ۱۸۲۲ – ۱۴ ژوئن ۱۸۷۵ (۵۲ سال)) یک دانشمند اهل آلمان بود.